# Центральный банк Мьянмы
Центральный банк Мьянмы (бирм. မြန်မာနိုင်ငံတော်ဗဟိုဘဏ်) — центральный банк Республики Союз Мьянма.

## История
C 1886 года, после включения Бирмы в состав Британской Индии, денежной единицей была индийская рупия. Банкноты в обращение выпускались правительством Британской Индии, а с 1935 года — Резервным банком Индии. С 1937 года банкноты для Бирмы выпускались с надпечаткой «Законное платёжное средство только в Бирме». В Лондоне было создано Бирманское управление денежного обращения, которому были переданы эмиссионные функции на территории Бирмы.
В период японской оккупации производился выпуск оккупационных денежных знаков Японского правительства в рупиях. Марионеточное правительство Бирмы также выпускало банкноты в рупиях.
В 1945 году временно эмиссионные функции выполнялись британской военной администрацией, выпускавшей банкноты с надпечаткой «Военная администрация в Бирме — законное платёжное средство в Бирме». Затем свою работу возобновило Бирманское управление денежного обращения. После провозглашения независимости Бирмы управление продолжало выполнять свои функции. В 1948 году оно выпустило банкноты от имени правительства Бирмы, а в 1949 — от имени Союзного банка Бирмы.
Законом от 18 марта 1952 года создан государственный Народный банк Бирманского Союза, которому в том же году передано монопольное право эмиссии. 30 сентября 1972 года банк переименован в Банк Бирманского Союза.
В 1990 году принят закон о Центральном банке Мьянмы.